# مارک اسنو
مارک اسنو (به انگلیسی: Mark Snow؛ زادهٔ ۲۶ اوت ۱۹۴۶ – درگذشتهٔ ۴ ژوئیهٔ ۲۰۲۵) آهنگساز اهل ایالات متحده آمریکا بود.
از جمله فیلم‌ها یا مجموعه‌های تلویزیونی که وی در آن‌ها نقش داشته‌است، می‌توان به نجیب‌زادگان اشاره کرد.

## درگذشت
اسنو، در ۴ ژوئیهٔ ۲۰۲۵، در سن ۷۸ سالگی در خانهٔ خود در کنتیکت، ایالات متحده آمریکا، درگذشت.